# Unió Cívica de l'Uruguai
La Unió Cívica de l'Uruguai, abreujada UCU, fou un partit polític uruguaià de tendència socialista cristiana i conservadora. La primera convenció del partit, en la qual es va aprovar la carta orgànica i els principis que regirien la seva doctrina i la seva acció, va tenir lloc el 1912.
La UCU, que defensava els valors cristians, va sorgir com un moviment contrari al govern del militar Máximo Santos. El primer diputat que en va obtenir va ser Joaquín Secco Illa el 1920. Unes dècades després, durant els anys 1950, va aparèixer un moviment encapçalat per la Joventut Demòcrata Cristiana (JDC) i pel Moviment Social Cristià (MSC), amb el propòsit de modernitzar la UCU, la qual cosa va succeir el 1962 quan el partit va passar a ser conegut sota el nom de Partit Demòcrata Cristià.
El 1971 una part del PDC va decidir unir-se al Front Ampli, mentre que l'altra va crear el seu propi partit sota el nom d'Unió Radical Cristiana (URC), organitzant-ne nous plans de govern i presentant-se a les eleccions d'aquest any.
El 1980 la URC es va convertir en l'actual Unió Cívica.